# Edvard Jäderin
Edvard Jäderin, född 5 mars 1852 i Stockholm, död där 24 november 1923, var en svensk geodet; bror till Axel Jäderin och Anna Branting.

## Biografi
Jäderin blev filosofie kandidat vid Uppsala universitet 1875, var amanuens vid Stockholms observatorium 1870-71, vid Uppsala observatorium (meteorologiska avdelningen) 1874 samt biträdande astronom vid Stockholms observatorium 1876-78. År 1878 blev han lektor i geodesi och topografi vid Kungliga Tekniska högskolan i Stockholm och var 1911-17 professor i geodesi vid nämnda högskola, där han införde "numeriska och grafiska metoder" som nytt undervisningsämne och utarbetade ett omfattande tabellverk för undervisningen däri. 
Jäderin konstruerade en uppmärksammad geodetisk basmätningsapparat samt undervisade officerare och geodeter i Finland och Ryssland (1884 och 1888) samt i Frankrike (1895) om dennas användande. Han var chef för den förberedande resan 1898 till Svalbard inför den Svensk-ryska gradmätningsexpeditionen 1899-1902 och tog då även verksam del i det stora gradmätningsarbetet på Spetsbergen, delvis som chef för den svenska avdelningen.
Jäderin blev ledamot av Krigsvetenskapsakademien 1900 och av Vetenskapsakademien 1923. Han blev filosofie hedersdoktor i Uppsala 1907. Han höll från 1881 även ett mycket stort antal populära föredrag i naturvetenskapliga ämnen hos föreläsningsföreningar i flera större svenska städer. Han var 1881-82 och 1890 föreståndare för Stockholms arbetarinstitut och författade ett stort antal artiklar i Nordisk familjebok. Han gjorde sig även bemärkt som framstående fackman inom försäkringsväsendet.